# Lepidium nitidum
Lepidium nitidum är en korsblommig växtart som beskrevs av Thomas Nuttall. Enligt Catalogue of Life ingår Lepidium nitidum i släktet krassingar och familjen korsblommiga växter, men enligt Dyntaxa är tillhörigheten istället släktet krassingar och familjen korsblommiga växter. Arten förekommer tillfälligt i Sverige, men reproducerar sig inte. Inga underarter finns listade i Catalogue of Life.